# Villatorres
Villatorres è un comune spagnolo di 4 225 abitanti situato nella comunità autonoma dell'Andalusia.

## Amministrazione
Il comune fu fondato nel 1975 dall'unione di Torrequebradilla e Villargordo.

## Geografia fisica
Nella parte settentrionale scorre il Guadalquivir.